# Marginella spinacia
Marginella spinacia es una especie de molusco gasterópodo marino de la familia Marginellidae en el orden de los Neogastropoda.

## Distribución geográfica
Es endémica de Santo Tomé y Príncipe.